# بينولي (كاليفورنيا)
بينولي (بالإنجليزية: Pinole)‏ هي إحدى مدن مقاطعة كونترا كوستا، كاليفورنيا. تم إعطاءها لقب مدينة في 25 يونيو، 1903.

## التركيبة السكانية
حدّد مكتب تعداد الولايات المتحدة بيانات التركيبة السكانية لبينولي في تعداد الولايات المتحدة. في ما يلي، التركيبة السكانية حسب تعدادي 2000 و2010.

### تعداد عام 2000
بلغ عدد سكان بينولي 19,039 نسمة بحسب تعداد عام 2000، وبلغ عدد الأسر 6,743 أسرة وعدد العائلات 5,059 عائلة مقيمة في المدينة. في حين سجلت الكثافة السكانية 625 نسمة لكل كيلومتر مربع (1,618.7/ميل2). وبلغ عدد الوحدات السكنية 6,828 وحدة بمتوسط كثافة قدره 224.2 لكل كيلومتر مربع (580.7/ميل2).
وتوزع التركيب العرقي للمدينة بنسبة 54.39% من البيض و11.11% من الأمريكيين الأفارقة و0.57% من الأمريكيين الأصليين و21.71% من الأمريكيين ذوي الأصول الآسيوية و0.37% من سكان جزر المحيط الهادئ و5.81% من الأعراق الأخرى و6.03% من عرقين مختلطين أو أكثر و13.75% من الهسبانيون أو اللاتينيون من أي عرق.
بلغ عدد الأسر 6,743 أسرة كانت نسبة 39.4% منها لديها أطفال تحت سن الثامنة عشر تعيش معهم، وبلغت نسبة الأزواج القاطنين مع بعضهم البعض 56.6% من أصل المجموع الكلي للأسر، ونسبة 13.5% من الأسر كان لديها معيلات من الإناث دون وجود شريك، بينما كانت نسبة 4.9% من الأسر لديها معيلون من الذكور دون وجود شريكة وكانت نسبة 25% من غير العائلات. تألفت نسبة 20.2% من أصل جميع الأسر من عدة أفراد يعيشون في نفس المنزل ونسبة 7.9% كانت تتألف من شخص يعيش بمفرده يبلغ من العمر 65 عاماً أو أكثر. وبلغ متوسط حجم الأسرة المعيشية 2.79، أما متوسط حجم العائلات فبلغ 3.23.
بلغ العمر الوسطي للسكان 38.7 عاماً. وكانت نسبة 25% من القاطنين تحت سن الثامنة عشر، وكانت نسبة 7.7% بين الثامنة عشر والرابعة والعشرين عاماً، ونسبة 28.3% كانت واقعةً في الفئة العمرية ما بين الخامسة والعشرين والرابعة والأربعين عاماً، ونسبة 25.9% كانت ما بين الخامسة والأربعين والرابعة والستين، ونسبة 11.9% كانت ضمن فئة الخامسة والستين عاماً فما فوق. يوجد لكل 100 أنثى 93.1 ذكر، ويوجد لكل 100 أنثى في الثامنة عشر من عمرها فما فوق 88.5 ذكر.
بلغ متوسط دخل الأسرة في المدينة 62,256 دولارًا، أما متوسط دخل العائلة فبلغ 70,172 دولارًا. وكان متوسط دخل الذكور 47,335 دولارًا مقابل 38,019 دولارًا للإناث. وسجل دخل الفرد الخاص بالمدينة 25,170 دولارًا. وكانت نسبة 3.5% من العائلات ونسبة 5% من السكان تحت خط الفقر، وكان من هؤلاء نسبة 5.6% تحت سن الثامنة عشر ونسبة 8% في الخامسة والستين من العمر وما فوق.

### تعداد عام 2010
بلغ عدد سكان بينولي 18,390 نسمة بحسب تعداد عام 2010، وبلغ عدد الأسر 6,775 أسرة وعدد العائلات 4,875 عائلة مقيمة في المدينة. في حين سجلت الكثافة السكانية 603.7 نسمة لكل كيلومتر مربع (1,563.6/ميل2). وبلغ عدد الوحدات السكنية 7,158 وحدة بمتوسط كثافة قدره 235 لكل كيلومتر مربع (608.6/ميل2).
وتوزع التركيب العرقي للمدينة بنسبة 46.16% من البيض و13.37% من الأمريكيين الأفارقة و0.80% من الأمريكيين الأصليين و22.95% من الأمريكيين ذوي الأصول الآسيوية و0.35% من سكان جزر المحيط الهادئ و9.47% من الأعراق الأخرى و6.92% من عرقين مختلطين أو أكثر و21.78% من الهسبانيون أو اللاتينيون من أي عرق.
بلغ عدد الأسر 6,775 أسرة كانت نسبة 32.5% منها لديها أطفال تحت سن الثامنة عشر تعيش معهم، وبلغت نسبة الأزواج القاطنين مع بعضهم البعض 51.7% من أصل المجموع الكلي للأسر، ونسبة 14.9% من الأسر كان لديها معيلات من الإناث دون وجود شريك، بينما كانت نسبة 5.4% من الأسر لديها معيلون من الذكور دون وجود شريكة وكانت نسبة 28% من غير العائلات. تألفت نسبة 22.6% من أصل جميع الأسر من عدة أفراد يعيشون في نفس المنزل ونسبة 10% كانت تتألف من شخص يعيش بمفرده يبلغ من العمر 65 عاماً أو أكثر. وبلغ متوسط حجم الأسرة المعيشية 2.70، أما متوسط حجم العائلات فبلغ 3.19.
بلغ العمر الوسطي للسكان 42.6 عاماً. وكانت نسبة 20.5% من القاطنين تحت سن الثامنة عشر، وكانت نسبة 9.1% بين الثامنة عشر والرابعة والعشرين عاماً، ونسبة 23.5% كانت واقعةً في الفئة العمرية ما بين الخامسة والعشرين والرابعة والأربعين عاماً، ونسبة 31.4% كانت ما بين الخامسة والأربعين والرابعة والستين، ونسبة 15.5% كانت ضمن فئة الخامسة والستين عاماً فما فوق. وتوزع التركيب الجنسي للسكان بنسبة 47.5% ذكور و52.5% إناث.